# Backa, Göteborg

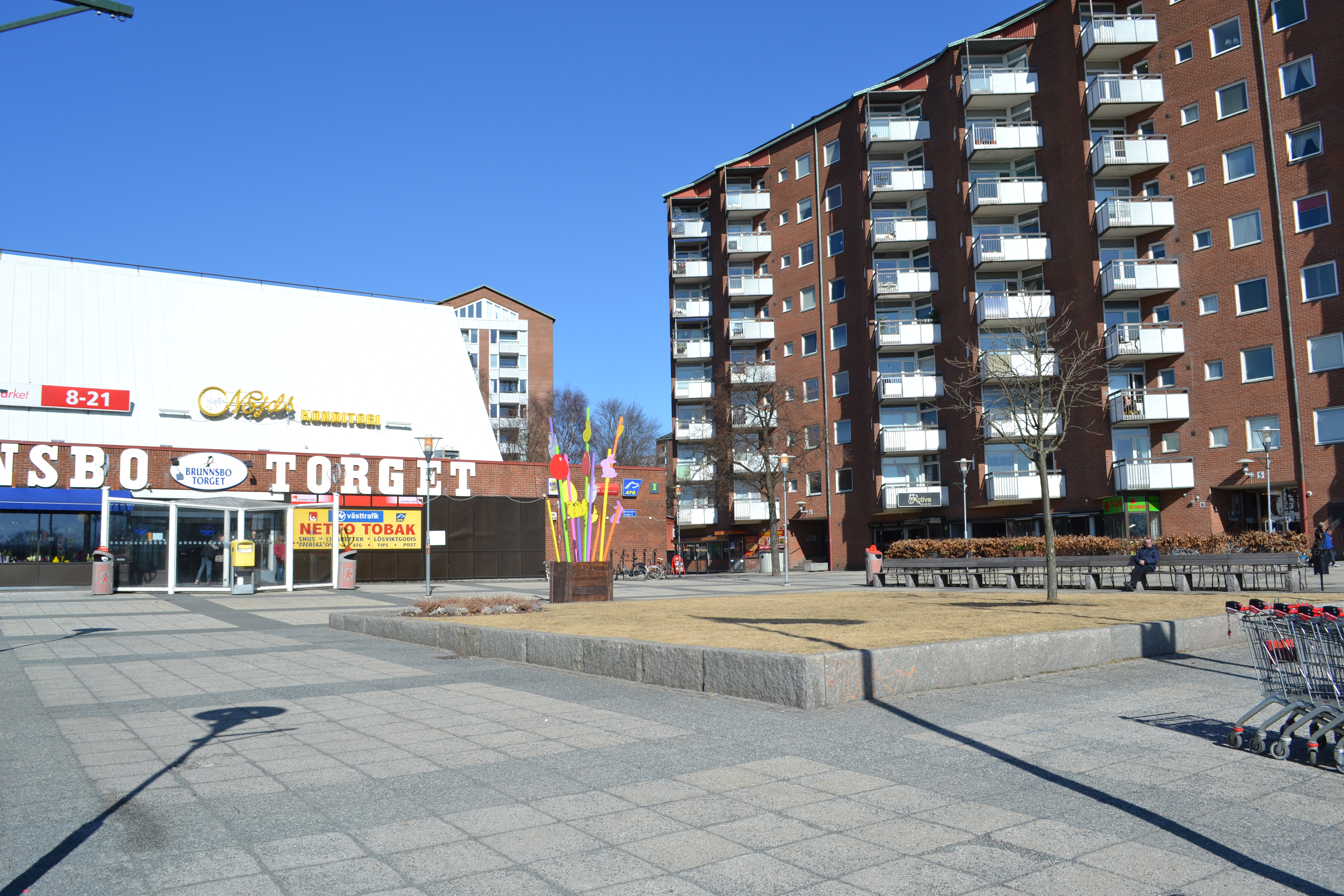
Brunnsbotorget i primärområdet Brunnsbo, södra Backa.

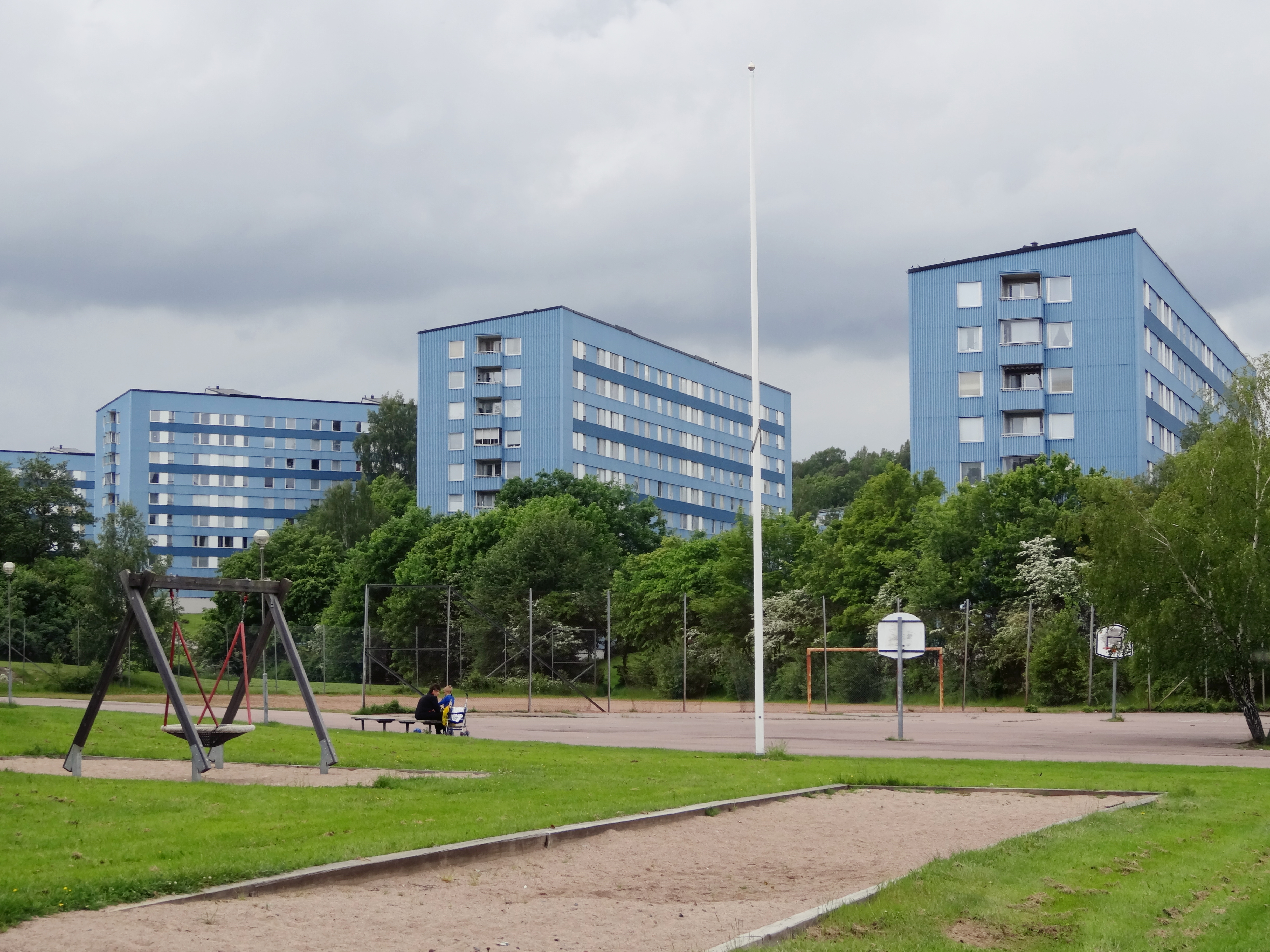
Bostadsområdet kallat Blå staden i primärområdet Skälltorp, norra Backa.

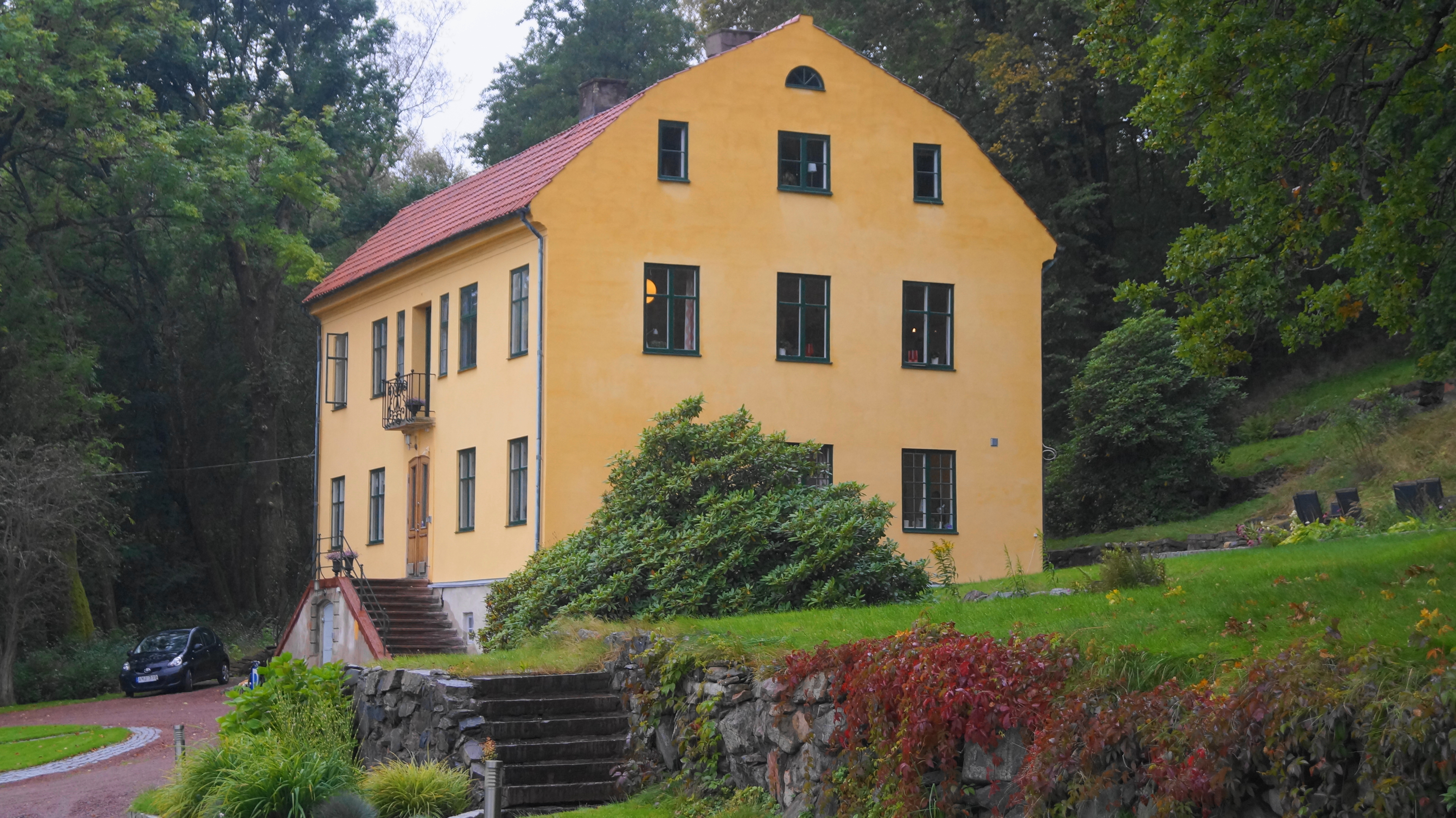
Bäckebols gård, en herrgård i Backa.

Backa, även Hisings Backa, är en stadsdel och ett primärområde i stadsområde Hisingen i Göteborgs kommun och ligger på östra sidan av ön Hisingen i Göteborg. Stadsdelen Backa har en areal på 1 473 hektar och sträcker sig från primärområdet Brunnsbo i söder, via primärområdet Backa i mitten till primärområdet Skälltorp i norr.

## Historia
Backa socken tillhörde före 1658 Norge och utsattes för flera krigshändelser. Detta ledde till att danskarna anlade en skans vid älven. Skansen, som benämndes Pulitz skans och senare Fredrikshamns skans, var stjärnformad och omgiven av jordvall och vallgrav.
Området vid Tingstadsvassen införlivades med Göteborg 1883 och blev hamnområde. Backa kommun inkorporerades med Göteborgs stad 1948. Vid sekelskiftet 1900 anlades industrier längs Göta älv. Efter 1960 byggdes Backa ut med flera bostadsområden och flera småhus och radhus.

## Bebyggelse
Motorvägen E6 delar upp Backa i ett industriområde mot Göta älv i öster och ett bostadsområde i väster. 
Bostadsområdet runt Berättelsegatan och Brunnsbokyrkan stadsplanlades av Koj Jonsson och fastställdes 1962. Husen i fyra våningar uppfördes av Göteborgs stads bostadsaktiebolag efter ritningar av Nils Einar Eriksson och R Dahlberg.
Brunnsbokyrkan, ritad av Rolf Bergh, uppfördes 1972.
Radhusen vid Romangatan öster om Brunnsbotorget uppförde 1964 av Göteborgs stads bostadsaktiebolag. Stadsplanen upprättades av Folke Björck samma år.
Backa kyrka byggdes åren 1864–1865 efter ritningar av Johan Fredrik Åbom och ersatte en medeltida kyrka. Kyrkan byggdes om omkring 1930, varvid tornet fick sin nuvarande form. Backa nya kyrkogård tillkom 1932.
Nära Backa kyrka ligger Backaskolan, uppförd 1897 och om- och tillbyggd 1923–1924, samt utökad med en byggnad ritad av Edvard Bernhard 1930–1931. Skolan är upptagen i kommunens bevaringsprogram 1987.
Backa Folkets hus uppfördes 1924 och byggdes om 1939. Det är i funktionalistisk arkitektur och ritat av S Wedenmark. Byggnaden är upptagen i kommunens bevaringsprogram 1987.
Bostadshuset till Bäckebols gård uppfördes 1764 och byggdes på med en våning under 1830-talet. En större ombyggnad skedde 1943. Söder om Bäckebols gård ligger Friedländerska kyrkogården, som sedan 1770-talet har varit en privat begravningsplats.
Selma Lagerlöfs torg byggdes 1971 och är ett lokalt centrum i primärområdet Skälltorp, i norra delen av Backa.

### Byggnadskvarter
Byggnadskvarter i urval:

- 1 kv. Almön[9]
- 2 kv. Arkön[9]
- 3 kv. Aggarön[9]
- 4 kv. Adelsön[9]
- 5 kv. Agön[9]
- 6 kv. Alnön[9]
- 7 kv. Arpön
- 9 kv. Flatön
- 10 kv. Fångön
- 21 kv. Björnön
- 69 kv. Otterön
- 75 kv. Sollerön
- 159 kv. Germundön
- 166 kv. Seskarö[9]
- 167 kv. Sibberö[9]
- 168 kv. Sigfridsön[9]
- 169 kv. Sirkön[9]
- 170 kv. Strängö[9]
- 171 kv. Skutterön[9]
- 172 kv. Selaön[9]
- 183 kv. Stora Karlsö
- 184 kv. Kälkerön
- 185 kv. Dannemark
- 186 kv. Gluppö
- 187 kv. Rörholmen
- 188 kv. Vedholmen
- 189 kv. Fjordholmen
- 190 kv. Vassholmen
- 191 kv. Norra Horta
- 192 kv. Södra Horta
- 193 kv. Rösö[9]
- 194 kv. Grundsö [9]
- 195 kv. Fotö[9]
- 196 kv. Marstrandsön
- 197 kv. Vitön
- 198 kv. Böttö
- 199 kv. Svartön
- 200 kv. Dombäcksön
- 208 kv. Roxön
- 209 kv. Ulvön
- 210 kv. Lyngö
- 211 kv. Vålön
- 212 kv. Grönön
- 213 kv. Malö
- 214 kv. Hjältö
- 215 kv. Bråtö
- 218 kv. Ösön
- 230 kv. Lönön[10]
- 231 kv. Grinön[10]

## Kända personer från Backa
Fotbollsspelarna David Frölund, Tom Söderberg, Ole Söderberg, Mikael Dyrestam, Carlos Strandberg och Kristopher Da Graca är uppvuxna i Hisings Backa. Även hiphopartisten Sarettii är från Hisings Backa. 

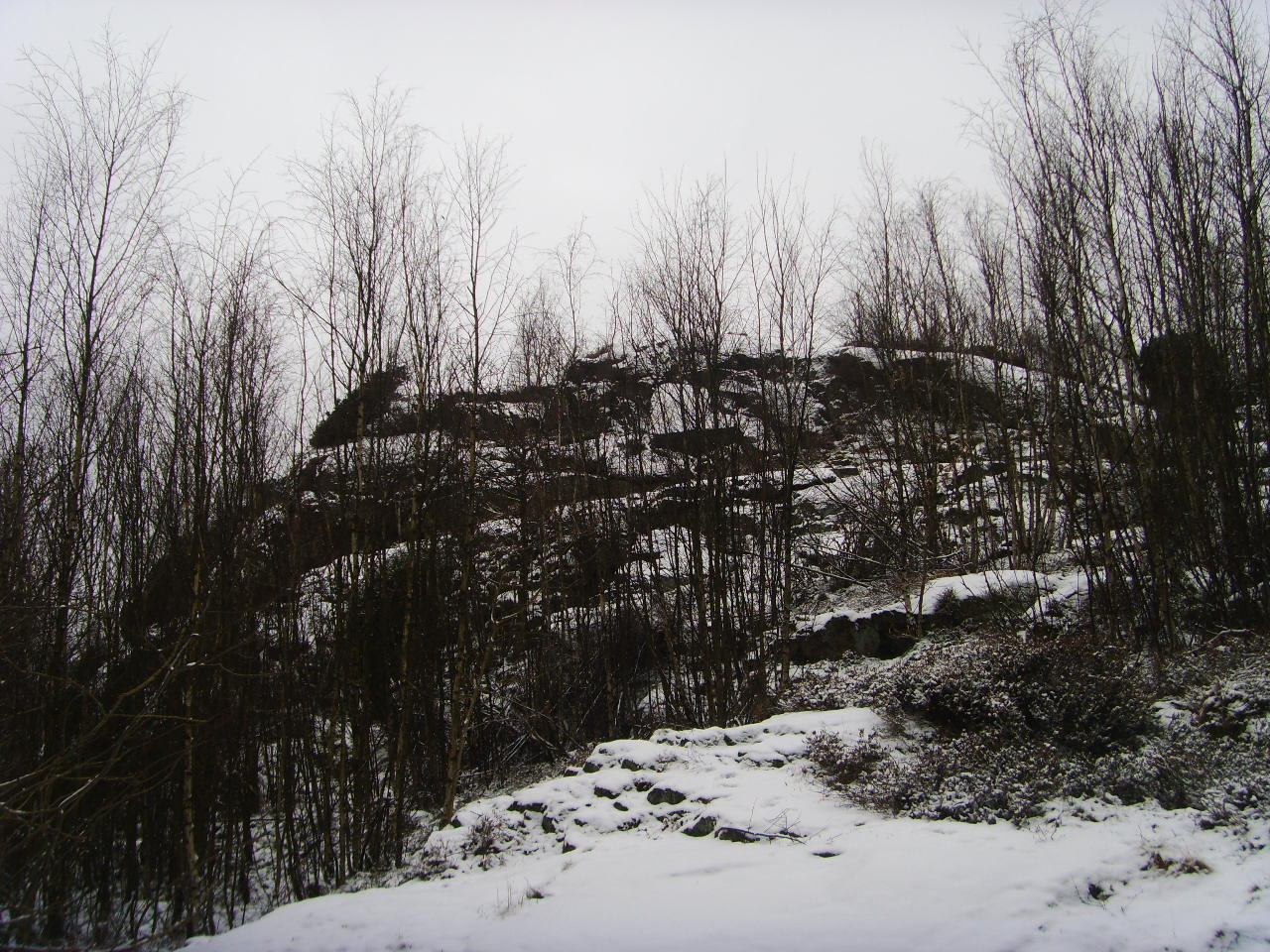
Fornborgen i Backa, Göteborg.

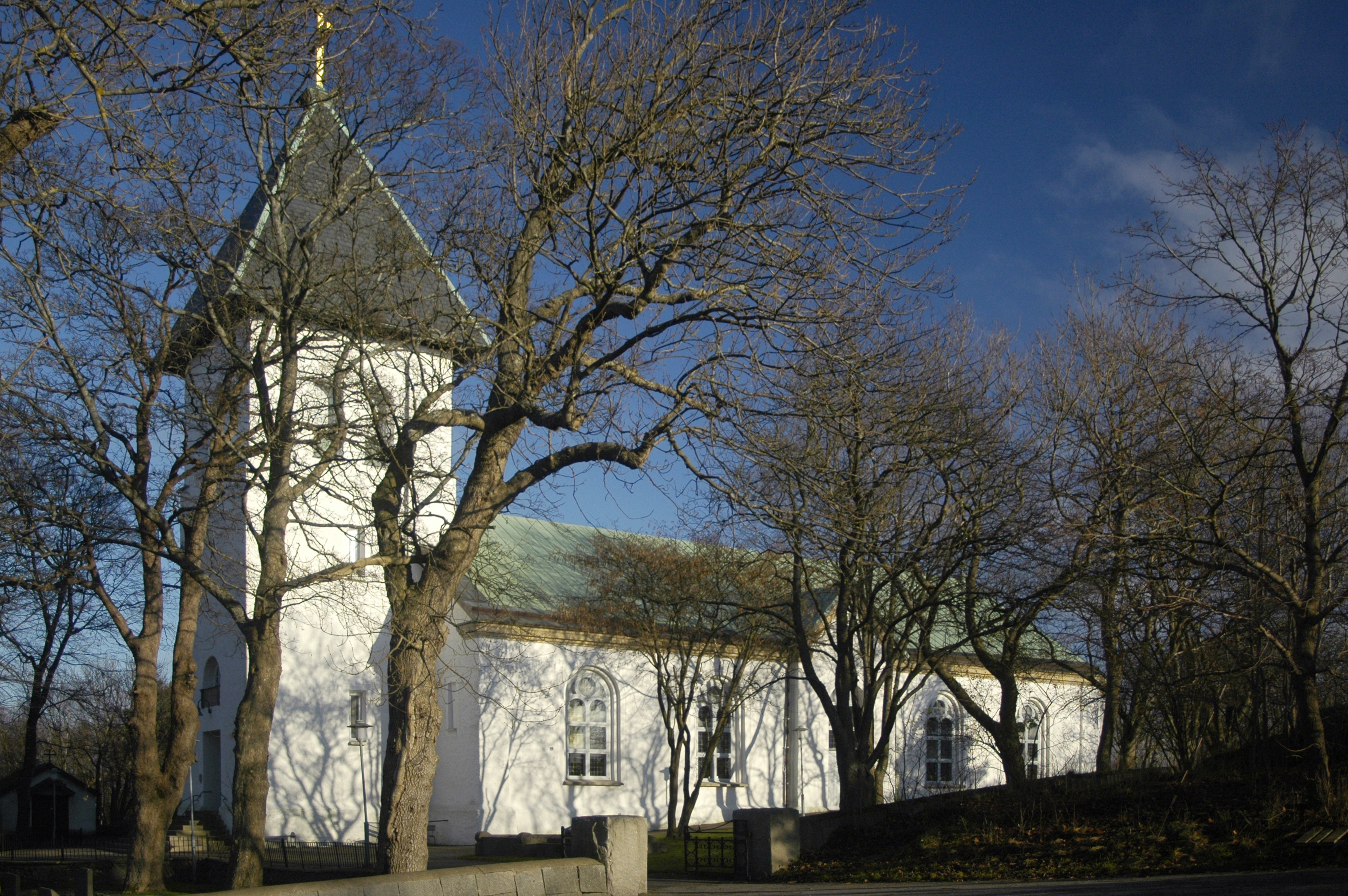
Backa kyrka.

## Kriminalitet
Hisings Backa klassas sedan 2015 av Polisen som utsatt område, vilket definieras som ett område där kriminella har en inverkan på lokalsamhället och där det finns en minskad benägenhet att anmäla brott och att medverka i rättsprocessen.

## Nyckeltal

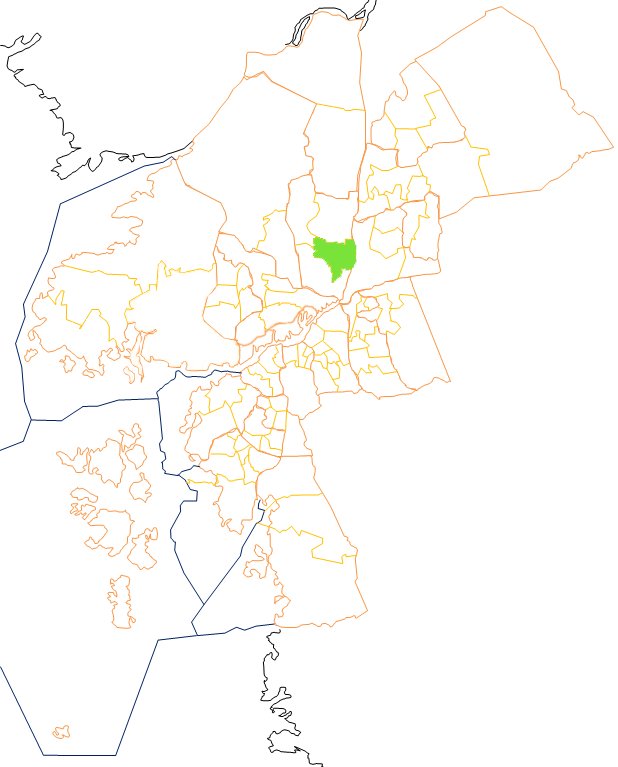
Primärområdet Backa.

Nyckeltalen redovisar statistik som beskriver Göteborg och dess 96 delområden, primärområden, per den 31 december och kan användas för att jämföra de olika områdena. Nedan redovisas uppgifter för primärområdet och jämförelse görs mot uppgifterna för hela kommunen.
|                                                           | Backa      | Hela Göteborg |
| --------------------------------------------------------- | ---------- | ------------- |
| Folkmängd                                                 | 8 222      | 587 549       |
| Befolkningsförändring 2020–2021                           | -8         | +4 493        |
| Andel födda i utlandet                                    | 43,3 %     | 28,3 %        |
| Andel utrikes födda eller med två utrikes födda föräldrar | 61,5 %     | 38,1 %        |
| Medelinkomst                                              | 270 800 kr | 332 400 kr    |
| Arbetslöshet                                              | 10,1 %     | 6,6 %         |
| Antal ersatta dagar från F-kassan per person (16-64 år)   | 23,0       | 19,5          |
| Andel med eftergymnasial utbildning (minst 3 år)          | 24,5 %     | 37,9 %        |
| Andel bostäder byggda 1961–1970                           | 41,3 %     |               |
| Andel bostäder i allmännyttan                             | 46,6 %     | 25,9 %        |
| Antal färdigställda bostäder 2021                         | 1          |               |
| Andel bostäder i småhus                                   | 18,4 %     | 18,3 %        |

## Stadsområdes- och stadsdelsnämndstillhörighet
Primärområdet tillhörde fram till årsskiftet 2020/2021 stadsdelsnämndsområdet Norra Hisingen och ingår sedan den 1 januari 2021 i stadsområde Hisingen.